# Joan Coromines
Joan Coromines i Vigneaux (Barcelona, 12 de janeiro de 1905 — Pineda de Mar, 28 de outubro de 1997) foi um filólogo e lexicógrafo catalão, autor do Diccionario crítico etimológico de la lengua castellana. Foi um dos grandes romanistas do século XX, um dos principais especialistas em linguística. 
Tinha um grande conhecimento do catalão, castelhano e occitano, e da linguística indo-europeia e arábiga.

## Biografia
Filho do político Pere Coromines e da pedagoga Celestina Vigneaux, já muito novo mostraria um forte interesse na linguística. Estuda na Faculdade de Filosofia e Letras da Universidade de Barcelona, completando depois estudos em várias cidades, entre 1925 e 1929: Montpellier (França), Madrid, onde cursa o doutorado, e Zurique (Suíça). Na cidade helvética amplia estudos com Jakob Jud, que influi nele profundamente. Em 1930 começou a trabalhar no Institut d'Estudis Catalans, colaborando na equipa lexicográfica de Pompeu Fabra. Publica a sua tese doutoral Vocabulário aranês em 1931. No mesmo ano principiou a preparar o Onomasticon Cataloniæ.
Após a Guerra Civil Espanhola exilou-se em diversos países, até que conseguiu uma cátedra na Universidade de Chicago em 1948. Em 1950 foi nomeado membro do Institut d'Estudis Catalans, embora de fato não se incorporasse ao mesmo até 1952, despois de uma breve estada em Catalunha, após voltar de treze anos de exílio.  Entre 1980 e 1991 preparou o Diccionari etimològic i complementari de la llengua catalana. Em 1994 acabou o Onomasticon Cataloniæ. Voltou para Catalunha em 1967, onde passaria os  últimos anos da sua vida a trabalhar, ainda com intensidade, sobre lexicografia.
Joan Coromines manteve posturas catalanistas, chegando a recusar uma cátedra em Madrid e prêmios do governo espanhol por causa do tratamento da língua catalã pelo estado espanhol.

## Obras
- What should be known about the Catalan Language (1951), traduzido como El que s'ha de saber de la llengua catalana (1954).
- Diccionario crítico etimológico de la lengua castellana (1954-1957).
- Diccionari etimològic i complementari de la llengua catalana (1980-2001), obra monumental sobre a língua catalã.
- Onomasticon Cataloniæ (1989-1997), recopilação e etimologia de todos os nomes geográficos dos Países Catalães.
- (em galego) Catro topónimos galegos: Becerreá, Bicerreán, Bacurin, Bacorelle e a etimoloxía de becerro e bácoro, in Grial, 1968, p. 411-415.